# Nemacladus sigmoideus
Nemacladus sigmoideus är en klockväxtart som beskrevs av G.T.Robbins. Nemacladus sigmoideus ingår i släktet Nemacladus och familjen klockväxter. Inga underarter finns listade i Catalogue of Life.